# Sư đoàn 316, Quân đội nhân dân Việt Nam
Sư đoàn 316, còn gọi là Sư đoàn Bông Lau, là sư đoàn chủ lực của Quân khu 2, Quân đội nhân dân Việt Nam. Sư đoàn được thành lập ngày 1 tháng 5 năm 1951 tại huyện Cao Lộc, tỉnh Lạng Sơn từ sau thắng lợi của Chiến dịch Biên giới, Sư đoàn trưởng đầu tiên là tướng Lê Quảng Ba, chính ủy là Chu Huy Mân.
Là một trong 6 sư đoàn bộ binh đầu tiên của Quân đội nhân dân Việt Nam, Sư đoàn 316 có một bề dày truyền thống trong chiến đấu và chiến thắng. Tên tuổi của Sư đoàn đã trở thành nỗi khiếp sợ của kẻ thù trong suốt 2 cuộc Chiến tranh Đông Dương. Sở trường của Sư đoàn 316 là đánh giặc những nơi rừng núi.
Đội ngũ cán bộ và chiến sĩ gồm nhiều con em các dân tộc thiểu số Tày, Nùng, Dao,...

## Thành phần

### Kháng chiến chống Pháp
- Trung đoàn 174 (Trung đoàn Cao-Bắc-Lạng): thành lập ngày ngày 19 tháng 8 năm 1949, tại xã Đức Long, huyện Hoà An, tỉnh Cao Bằng, trung đoàn trưởng đầu tiên: Đặng Văn Việt, chính ủy đầu tiên: Chu Huy Mân. Trung đoàn được thành lập trên cơ sở hợp nhất lực lượng của 3 trung đoàn thuộc 3 tỉnh[1]: Trung đoàn 74 (Cao Bằng), Trung đoàn 72 (Bắc Cạn), Trung đoàn 28 (Lạng Sơn). Đội ngũ cán bộ, chiến sĩ trung đoàn 174 hầu hết là con em các dân tộc Tày, Nùng, Dao, Cao Lan... vùng rừng núi Cao-Bắc-Lạng.
- Trung đoàn 176: thành lập ngày ngày 15 tháng 2 năm 1951, tại Lạng Sơn sau khi tỉnh được giải phóng trong chiến dịch Biên Giới. Trung đoàn được thành lập trên cơ sở các tiểu đoàn 888 và 999. Cán bộ, chiến sĩ đơn vị phần lớn là con em nhân dân các dân tộc ở Cao Bằng, Lạng Sơn.
- Trung đoàn 98: Thành lập ngày 16/7/1946 tại thị xã Quảng Yên. Trung đoàn trưởng trong Chiến dịch Biên giới là Vũ Mạnh Hùng. Đa số chiến sĩ xuất thân từ công nhân hoặc con em công nhân các khu mỏ ở Quảng Ninh.[2]

Trong Chiến tranh Đông Dương lần thứ nhất, trận chiến nổi tiếng nhất mà Sư đoàn 316 tham gia là Chiến dịch Điện Biên Phủ. Sư đoàn 316 đã đánh tiêu diệt cứ điểm Đồi A1, cứ điểm khó đánh nhất trong tập đoàn cứ điểm Điện Biên Phủ.

### Trong kháng chiến chống Mỹ
Đại đoàn 316 được thu gọn lại, biên chế chỉ còn trung đoàn 316.
Tới năm 1964, đơn vị lại mở rộng biên chế thành cấp sư đoàn, gồm 3 trung đoàn, mỗi trung đoàn có quân số chừng 1.500 người, thành phần gồm nhiều con em đồng bào dân tộc thiểu số Thái ở Tây Bắc và Tày - Nùng Việt Bắc, chỉ huy là tướng Lê Quảng Ba. Do đặc điểm có sở trường giỏi đánh rừng núi, nên đại đoàn được điều động sang chiến trường Lào, phối hợp với quân Giải phóng Pathet Lào đánh với quân Hmong của tướng Vàng Pao và quân Chính phủ Hoàng Gia Lào.
Sư đoàn đã đánh thắng nhiều trận, tiêu diệt nhiều cứ điểm và nhiều đơn vị đối phương. Thành phần sư đoàn lúc đó chỉ gồm các trung đoàn 148 và 174, vì trung đoàn 316 đã được điều động vào tham chiến ở chiến trường miền Nam.
Tại chiến trường Tây Nguyên, đoàn 316 đã giao tranh nhiều trận đánh ác liệt với Quân đội Mỹ. Nổi tiếng nhất là tại cao điểm 875 - Chiến dịch Đăk Tô. Theo sự chỉ đạo của tướng Hoàng Minh Thảo, Trung đoàn 174 tham gia một trận đánh Lữ dù độc lập số 173 Sky Soldiers khét tiếng của Quân lực Hoa Kỳ, hạ 1800 lính. Tên tuổi của Trung đoàn 174 Sư đoàn 316 đã đi vào lịch sử Lữ dù 173 Sky Soldiers như những trang hồi ức đẫm máu, bi thiết nhất.
Ngoài ra, trung đoàn 174 với tên gọi "trung đoàn Cao Bắc Lạng" hành quân đến chiến trường B2, nằm trong đội hình sư đoàn 5 cho đến hết 1975. Khi đó trung đoàn Q764 của sư 5 ở lại chiến trường Đồng Nai. Đây cũng là đơn vị đánh giỏi, chiến đấu sát cánh với Q765 (sư 5) trên biên giới Campuchia - Việt. Khi hết chiến tranh, E271 thế chỗ E174.
Trận đánh nổi tiếng nhất quy mô sư đoàn trong Chiến tranh Việt Nam của Sư 316 là mở màn Chiến dịch Mùa Xuân 1975. Đầu năm 1975, F316 đã bí mật hành quân từ Quân khu 4 miền Bắc Việt Nam qua Lào rồi luồn rừng tiến vào Nam Tây Nguyên, hòa vào đội ngũ hành quân của F320A, sử dụng F320A như tấm bình phong để che giấu sự hiện diện của mình, rồi tách ra, tiến vào vị trí chiến đấu cạnh thị xã Buôn Ma Thuột. 02h30' sáng ngày 10/3/1975, F316 bất ngờ nổ súng đánh thị xã Buôn Ma Thuột, đánh bật Trung đoàn 53, Sư đoàn 23 Việt Nam Cộng Hòa ra khỏi thị xã, phá vỡ một mảng quan trọng trong hệ thống phòng ngự của Quân lực Việt Nam Cộng Hoà. Trận đánh này đã khiến chính quyền Sài Gòn choáng váng, hoảng loạn, liên tục đưa ra những quyết định sai lầm dẫn đến sự sụp đổ hoàn toàn 53 ngày sau đó.

### Chiến tranh Biên giới phía Bắc
Là đơn vị bộ đội chủ lực của Quân khu II, các trung đoàn 148 và 174 của Sư đoàn 316 đã chiến đấu phòng thủ từ tháng 2 năm 1979. Trong khi đó, trung đoàn 98 tham gia chiến đấu trong đội hình của Quân đoàn 3  tại biên giới Tây Nam.

## Tổ chức chính quyền hiện nay
- Phòng Tham mưu
- Phòng Chính trị
- Phòng Hậu cần
- Phòng Kỹ thuật[3][4]
- Trung đoàn 98: đóng quân ở xã Chí Đám, huyện Đoan Hùng, tỉnh Phú Thọ.
- Trung đoàn 148: đóng quân ở xã Lưỡng Vượng, thành phố Tuyên Quang, tỉnh Tuyên Quang.
- Trung đoàn 174: đóng quân ở xã Thịnh Hưng, huyện Yên Bình, tỉnh Yên Bái.

## Khen thưởng
Trong sư đoàn đã có nhiều những thành tích chiến công vẻ vang.

## Các chiến dịch, trận đánh
- Chiến dịch Biên giới 1950
- Chiến dịch Điện Biên Phủ năm 1954
- Tham gia phối hợp với quân Giải phóng Pathet Lào trong những năm 1960
- Chiến dịch Cánh đồng Chum Lào 18/12/1971-8/4/1972
- Chiến dịch Tây Nguyên 1975
- Chiến tranh biên giới Tây Nam (trong thành phần của Quân đoàn 3, Quân đội nhân dân Việt Nam)
- Chiến tranh bảo vệ biên giới phía Bắc (trong thành phần của Quân khu 2)

## Lãnh đạo hiện nay
- Sư đoàn trưởng: Đại tá Bùi Thế Dũng
- Chính ủy: Đại tá Lâm Dũng Tiến
- Phó Sư đoàn trưởng, Tham mưu trưởng: Đại tá Nguyễn Tiến Dũng
- Phó Sư đoàn trưởng: Đại tá Đỗ Xuân Phúc, Đại tá Bùi Minh Thám

- Phó Chính ủy: Đại tá Phạm Hồng Dự

## Sư đoàn trưởng qua các thời kỳ
- 1.1975-1.1979,  Nguyễn Hải Bằng, Trung tướng(1992), Phó Giám đốc Học viện Quốc phòng (1.1994-9.2003)
- 7.1983-7.1987,  Đào Trọng Lịch,  Trung tướng(1998),  Tổng Tham mưu trưởng (12.1997-5.1998) tử nạn máy bay 5.1998
- Nguyễn Hữu Khảm, Trung tướng (2004) Phó Tổng Tham mưu trưởng (2002-2010)
- 11.2010-5.2012, Lê Xuân Duy, Thiếu tướng (2014), mất 2016
- 6.2012-9.2013,  Phùng Sĩ Tấn, Thiếu tướng (2015), Trung tướng (2019), Phó Tổng Tham mưu trưởng (9.2019-nay)
- 9.2013-3.2015, Trần Minh Phong, Thiếu tướng (2018), Phó TMT QK2( 3.2015-2017), Phó giám đốc Học Viện Quân Y(2017-nay)
- 3.2015-10.2016, Nguyễn Đăng Khải, Thiếu tướng (2019), Phó Tư lệnh- TMT Quân khu 2 (12.2019-nay)
- 10.2016-8.2018, Vũ Kim Hà, Thiếu tướng(2021), Phó tư lệnh Quân khu 2 (7.2021-7/2023), Phó giám đốc Học viện Quốc phòng (7/2023- nay)
- 8.2018- 1.2020, Tô Quang Hanh,Đại tá, CHT BCH QS tỉnh Sơn La (1.2020 - nay)
- 1.2020-7.2021, Nguyễn Văn Xuân, Đại tá, CHT BHS QS tỉnh Vĩnh Phúc (7.2021-nay)
- 7.2021 - 7/2024, Chu Văn  Thành, Đại tá
- 7/2024-nay, Bùi Thế Dũng, Đại tá

## Chính ủy qua các thời kỳ
- 5.2010-7.2012, Phạm Đức Duyên, Trung tướng (2020), Chính ủy Quân khu 2(5.2021-nay)
- 8.2012-3.2014, Nguyễn Thắng Xuân, Thiếu tướng (2019), Chủ Nhiệm chính trị Quân khu 2(1.2019-nay)
- 3.2014-3.2016, Đỗ Xuân Tụng, Thiếu tướng (2020)
- 3.2016-1.2018, Nguyễn An Phong,Thiếu tướng (2021), Cục trưởng Cục Tổ Chức TCCT (9.2021-nay)
- 1.2018.1.2020, Trần Đại Thắng, Đại tá,Chính ủy BCHQS tỉnh Hà Giang (1.2020-7.2023) Phó chủ nhiệm CT Quân Khu 2 (7/2023-nay)
- 1.2020-11.2022, Nguyễn Ngọc Ngân, Đại tá, Chính ủy BCHQS Tỉnh Lào Cai (9.2022- nay)
- 11.2022-7.2023, Đỗ Duy Chinh, Đại tá,          Chính ủy BCHQS Tỉnh Phú Thọ ( 7.2023-nay)
- 7.2023-2.2025, Nguyễn Trung Đắc, Đại tá, Chính ủy BCHQS tỉnh Điện Biên (2.2025-nay)
- 2.2025-nay, Lâm Dũng Tiến, Đại tá